# Orden de batalla de la Batalla de Arawe

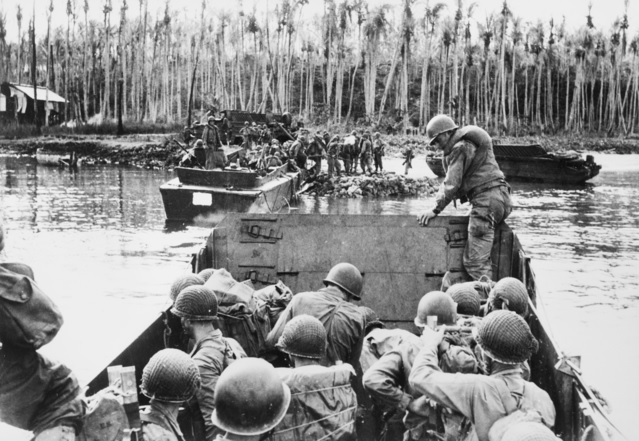
Soldados de los Estados Unidos desembarcan en la playa de Arawe.

Fue el orden de batalla formado por las fuerzas aliadas y japonesas involucradas en la Batalla de Arawe el 15 de diciembre de 1943 hasta el 24 de febrero de 1944.

## Aliados

### Tropas terrestres
- Director Task Force[1]
  - 112.º Regimiento de Caballería
    - 112.º Regimiento de Cabellería
    - 148.º Batallón de Artillería de Campaña (Obuses M2A1 de 12 x 105mm )
    - 59.ª Compañía de Ingenieros (combate)

  - 236.º Batallón de Artillería Antiaérea (focos)
  - dos baterías del 470.º Batallón de Artillería Antiaérea (armas automáticas)
  - Compañía A, 1.º Batallón Amfibio Tractor del USMC
  - destacamento, 26.º Pelotón de Perros de Guerra
  - Compañía A, 1.º Batallón de Tanques del USMC (activo el 12 de enero)[2]
  - Ingenieros, sanitarios, artillería y otras unidades de soporte[3]
  - 2.º Batallón, 158.º Regimiento de Infantería (fuerza de reserva)
    - Compañía G (activo sobre el 18 de diciembre)[4]
    - Compañía F (activo sobre el 10 de enero)[5]

### Fuerzas navales
- Task Force 74.1 (fuerza de cobertura)
  - Contralmirante Victor Crutchley
  - Cruceros
    - HMAS Australia (buque insignia)
    - HMAS Shropshire

  - Destructores
    - HMAS Arunta
    - HMAS Warramunga
    - USS Ralph Talbot
    - USS Helm
- Task Force 76
  - Destructores[6]
    - USS Conyngham (buque insignia)
    - USS Shaw
    - USS Drayton
    - USS Bagley
    - USS Reid
    - USS Smith
    - USS Lamson
    - USS Flusser
    - USS Mahan

  - Grupo de transporte[6]
    - USS Humphreys[7]
    - USS Sands[7]
    - HMAS Westralia
    - USS Carter Hall
    - dos barcos de patrulla
    - dos cazasubmarinos

  - Grupo de servicio[6]
    - tres LSTs
    - tres remolcadores
    - USS Rigel

  - Elementos, Batallón Naval, 592.º Regimiento de Ingeniería Naval, 2.ª Brigada Especial de Ingenieros (17 x LCVP, 9 x LCM, 2 DUKWs lanzacohetes, 1 x barco de reparación y carga)[8][9]
- Grupo de Playa Número 1[10]

## Japón

### Fuerzas terrestres
- Guarnición de Merkus (retiradas después del desembarco aliado)
  - Dos compañías provisionales extraídas de la 51.ª División[11]
- Fuerza Komori
  - 1.º Batallón, 81.º Regimiento de Infantería (cuarteles, dos compañías de rifles, un único pelotón de armas, activo el 25 de diciembre)[12]
    - Compañía, 54.º Regimiento de Infantería[13]
    - Ingenieros[13]

  - 1.º Batallón, 141.º Regimiento de Infantería (activo el 29 de diciembre)[14]
  - Destacamentos de otras unidades también asignados a la zona de Arawe[13]

### Fuerzas navales
- Flota del Área Sudeste / 25.ª Flotilla Aérea (subunidad de la 11.ª Flota Aérea)
  - Grupo Aéreo 201 (Aeródromo de Lakunai, Rabaul)[15]
  - Grupo Aéreo 204 (Lakunai)[15]
  - Grupo Aéreo 253 (Aeródromo de Tobera, Rabaul)[16]
- 2.ª Flotilla Aérea (subunidad de la 1.ª Flota Aérea)
  - Grupo de cazas de Hiyō (Kavieng/Lakunai)[17]
  - Grupo de cazas de Ryūhō (Kavieng/Lakunai)[17]
  - Grupo de cazas de Jun'yō (Lakunai)[18]